# Tristramella magdalainae
Tristramella magdalainae és una espècie extinta de peix de la família dels cíclids i de l'ordre dels perciformes.

## Morfologia
- Els mascles podien assolir 13 cm de longitud total.[4][5]

## Alimentació
Menjava detritus, algues i d'altres plantes.

## Hàbitat
Era una espècie de clima subtropical.

## Distribució geogràfica
Es trobava al rodal de Damasc (Síria).

## Estat de conservació
Hom creu que es va extingir perquè el seu hàbitat es va veure afectat per la sequera, la contaminació i l'extracció d'aigua.